# Військово-морські сили Соціалістичної Федеративної Республіки Югославія

Емблема Військово-морських сил Соціалістичної Федеративної Республіки Югославія

Югославський військово-морський флот (Jugoslavenska Ratna Mornarica) - вид збройних сил Соціалістичної Федеративної Республіки Югославія. У 1990 році у його лавах служило 10 000 матросів (4400 призовників), у тому числі 2300 солдатів (у складі 25-ти батарей) берегової оборони і 900 морських піхотинців у складі однієї легкої військово-морської піхотної бригади. Головним завданням флоту вважався захист берегової лінії довжиною 4 тис. км і прибережних островів від висадки ворожих сил і недопущення блокади противником (або встановлення ним контролю над стратегічними протокою Отранто. Можливості підготовки флоту були обмежені через брак перебування в морі і рідкісність бойових стрільбах на навчаннях.

## Історія
У роки Другої світової війни партизани, в чиєму розпорядженні була значна кількість човнів та невеликих кораблів, своїми рейдами створювали перешкоди італійським конвоям в Адріатичному морі. Після війни до складу ВМС Югославії увійшла велика кількість німецьких і італійських підводних човнів, есмінців, мінних тральщиків, і десантних кораблів, захоплених під час війни або отриманих в якості платежів за військовими репараціями. Сполучені Штати передали в кінці 1940-х років вісім торпедних катерів. 
Але більшість цих бойових одиниць досить швидко застаріли. Склад військово-морських сил був оновлений в 1960-ті роки, після придбання у Радянського Союзу десяти ракетних катерів класу «Оса-I» і чотирьох торпедних катерів класу «Шершень». СРСР також надав ліцензію на будівництво одинадцяти додаткових торпедних катерів класу «Шершень» на югославських верфях, спеціально добудованих для виконання даної мети.

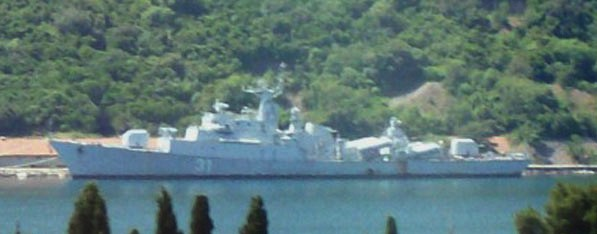
Фрегат "Спліт" ВМС Чорногорії, колишній югославський "Београд", 2008 рік.

В 1980 і 1982 роках флот Югославії отримав два радянських фрегати (сторожові кораблі) проекту 1159. В 1988 році за ліцензією були побудовані ще два фрегати. Фрегати проекту 1159 (за класифікацією НАТО класу «Коні») були озброєні чотирма радянськими ракетними пусковими установками СС-Н-2B класу «земля-земля», подвійною зенітно-ракетної пусковою установкою SAN-4 і протичовновими ракетними пусковими установками. У 1960-х було розпочато виробництво власних підводних човнів. У 1990 році головні сили підводного флоту складалися з трьох патрульних підводних човнів типу «Херой», озброєних 533-мм торпедами. Дві менших підводного човна класу «Сава» почали службу в кінці 1970-х років. У 1990 два підводні човни класу «Сутьеска» були переведені в статус навчальних і використовувалися для тренування ракетних розрахунків. У той же час військово-морський флот, імовірно, перейшов до будівництва універсальних мініатюрних підводних човнів. Наприкінці 1980-х роках були введені в експлуатацію чотири мініатюрні підводні човни типу «Уна» і чотири засоби доставки бойових плавців типу «Мало». Вони були побудовані для підводних диверсійних груп (підривників) і спеціальних сил. Підводний човен типу «Уна» перевозить п'ятьох членів екіпажу, вісім бойових плавців, чотири засоби доставки плавців "Мала" і магнітні міни. Засіб доставки «Мала», в свою чергу, перевозить двох бойових плавців і 250 кілограм мін.

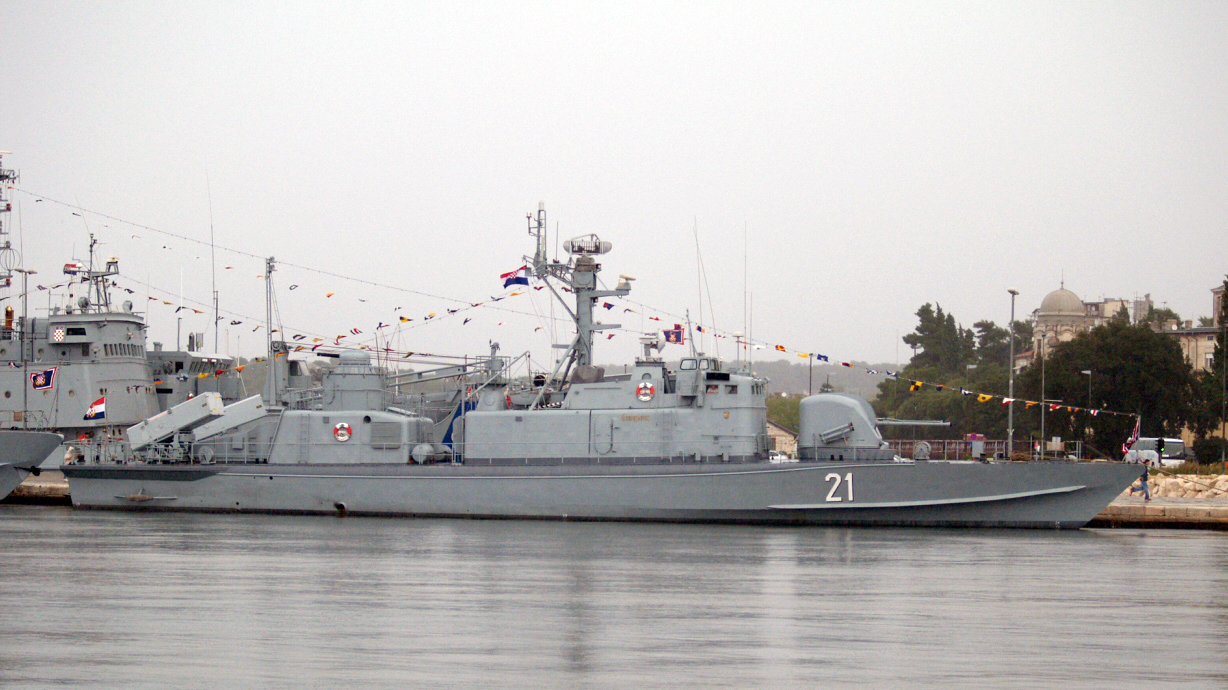
Ракетний катер типу «Кончар» у складі ВМС Хорватії, 2005

Військово-морський флот мав десятьма ракетними катерами типу  «Оса-I» і шістьма ракетними катерами типу «Раді Кончар». Катери типу «Оса-I» були озброєні чотирма ракетними пусковими установками СС-Н-2A класу «земля-земля». У 1990 році планувалося замінити вітчизняні катери класу «Кобра» на катери класу «Оса-I». Катери класу «Кобра» були озброєні чотирма ракетними пусковими установками СС-Н-2C або вісьмома шведськими протикорабельними ракетними пусковими установками RBS-15. Озброєні двома ракетними пусковими установками СС-Н-2B, катери класу «Кончар» були побудовані за шведським проектом, типу «Спіка». П'ятнадцять торпедних катерів типу «Топсидер» включали чотири колишніх радянських катери типу Шершень і одинадцять катерів, збудованих в Югославії.
Патрульні катери були призначені насамперед для протичовнової оборони. Їх список включав три корвети типу "Морнар", озброєних  протичовновими ракетними пусковими установками і глибинними бомбами. Тип "Морнар" був заснований на французькому проекті середини 1950-х років. ВМС також мали сімнадцять патрульних катерів типу "Мірна" і тринадцять старих мисливців за підводними човнами типу «Кралєвич».

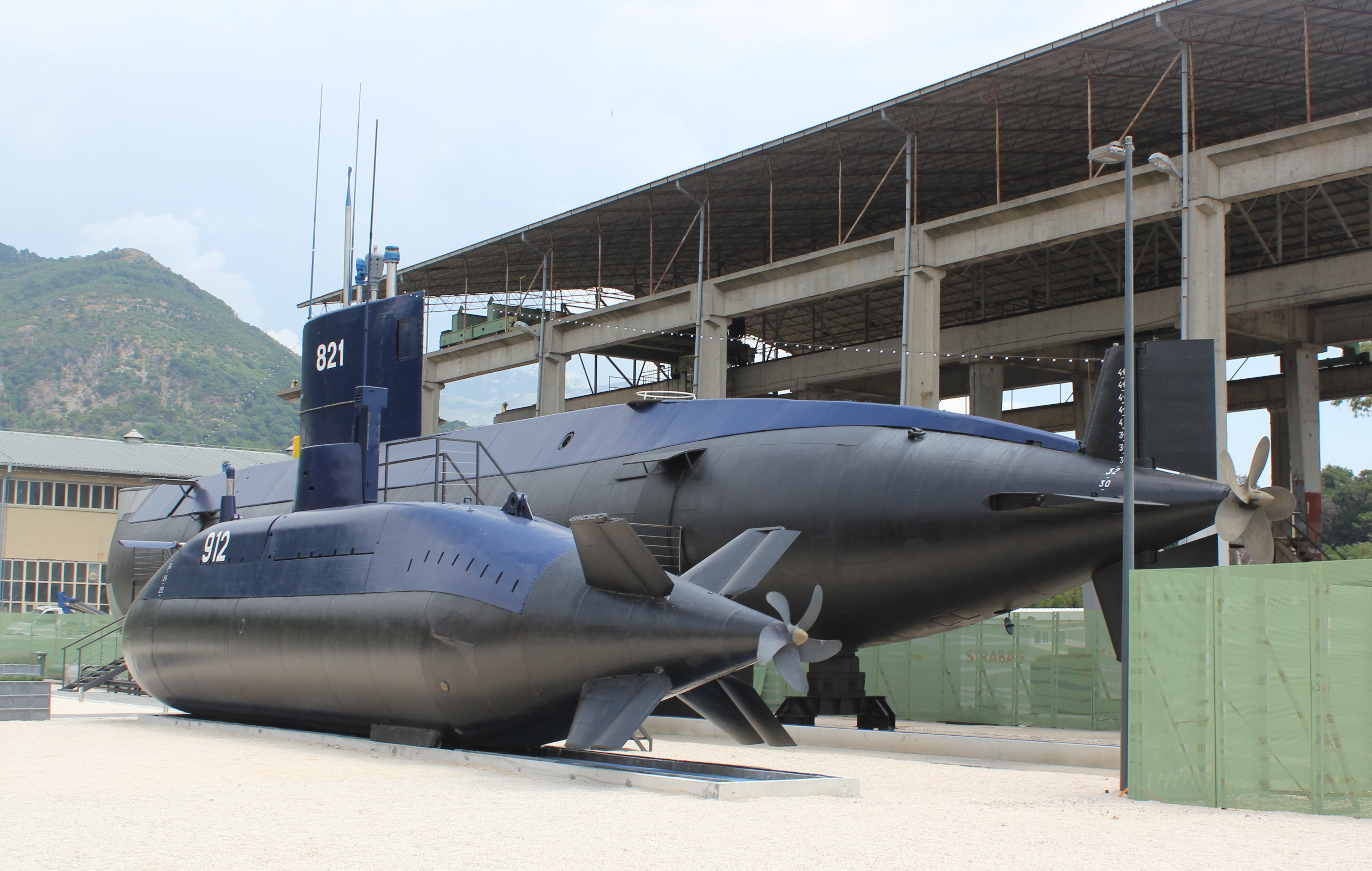
Югославські підводні човни "Heroj "(P-821) та " Una" (P-912) в музеї Тивату

Доктрина ВМС включала  ведення мінної війни та здійснення адекватних відповідних контрзаходів. Для цих цілей були призначені чотири  мінні загороджувачі типу «Вуков Кланац», побудованих по французькій моделі, чотири британських берегових мінних тральщиків типу «Хем» і шість прибережних мінних тральщиків класу 117, побудованих на вітчизняних верфях. Велику кількість старих і гірших мінних тральщиків, в основному використовувалося на річках. Інші старі кораблі використовувалися в якості мінних загороджувачів. ВМС використовували десантні судна для підтримку військових операцій на річках Дунай, Сава і Драва. Вони включали як десантні, так і штурмові кораблі. У 1990 році на службі перебувало чотири десантні кораблі типу 501, десять типу 211 і двадцять п'ять типу 601. Більшість з цих кораблів могли ставити мінні загородження на річках і ділянках моря поблизу берегів.
На озброєнні батарей берегової артилерії складалися як ракетні пускові установки класу «земля-земля» так і гармати. Ракетні частини берегової оборони включали пускові установки радянського виробництва СС-C-3 і пересувні протикорабельні ракетні установки вітчизняного виробництва на гусеничному ходу "Бром" (югославський варіант радянської SS-N-2). Берегова артилерія включала понад чотирьохсот 88-мм, 122-мм, 130-мм і 152-мм гармат, як виробництва Радянського Союзу, Сполучених Штатів, Німеччини, так і власного.

## Організаційний склад
У віданні військово-морського флоту, чинного в Адріатичному морі, перебувало близько вісімдесяти кораблів прибережного флоту: фрегатів, корветів, підводних човнів, тральщиків, ракетних, торпедних і патрульний катерів. Все узбережжя Югославії була частиною військово-морського регіону зі штаб-квартирою в Спліті. Військово-морський регіон був поділений на три менших військово-морських райони, до нього також входила річкова флотилія, головні бази яких розташовувалися в містах Спліт, Шибеник, Пула, Плоче і Котор (узбережжя Адріатичного моря) і в Нові-Саді для ріки Дунай. Кораблі флоту були організовані бригади ракетних, торпедних, і патрульних катерів; дивізіон підводних човнів і флотилії тральщиків. Військово-морський бойовий ордер складався з чотирьох фрегатів, трьох корветів, п'яти-восьми ракетних, торпедних і патрульних катерів і двадцяти восьми тральщиків. Військово-морський флот був забезпечений підтримкою одного ескадрону протичовнових вертольотів югославських ВПС, який  базувався в Дивулє на узбережжі Адріатики і призначеного для берегових операцій. Він складався з радянських вертольотів Ка-25, Ка-28 і Мі-8 і вертольотів «Газель» вітчизняного виробництва. Деяка частина бойових літаків ВПС Югославії та допоміжні загони забезпечували підтримку військово-морських операцій.
Після розпаду СФР Югославії приблизно 20 % флоту відійшло до ВМФ Хорватії, а менше 80 % — Союзній Республіці Югославія (а згодом Союзу Сербії і Чорногорії). Також після 1991 року були втрачені військово-морські бази Спліт, Шибеник і Пулу, а також значна частина суднобудівних і судноремонтних підприємств. На командувача ВМС Союзної республіки Югославія одночасно були покладені обов'язки начальника військово-морського району «Бока».

### Пункти базування
Югославський флот мав бази в містах Тіват, Зеленика, Бієла і Кумбор.